# Beerware
Beerware är ett något skämtsamt namn på programvara som tillhandahålls under en mycket öppen licens. Användaren får ofta göra vad som helst med programvaran och dess källkod. 

## Beskrivning
Om användaren skulle träffa programvarans skapare uppmanas denne att köpa skaparen en öl (beer) som tack. Licensen kan, till skillnad från till exempel den komplicerade text som utgör GPLlicensen, vara mycket enkel. Ett exempel är Poul-Henning Kamps beerwarelicens:
```
/*
 * ----------------------------------------------------------------------------
 * "THE BEER-WARE LICENSE" (Revision 42):
 * <phk@FreeBSD.ORG> wrote this file. As long as you retain this notice you
 * can do whatever you want with this stuff. If we meet some day, and you think
 * this stuff is worth it, you can buy me a beer in return Poul-Henning Kamp
 * ----------------------------------------------------------------------------
 */
```

## Historia
Begreppet beerware uppges ha myntats av John Bristor i Pensacola, Florida den 25 april 1987.